# ベンゼンセレノール
ベンゼンセレノール (benzeneselenol) とは、有機セレン化合物、セレノールのひとつ。有機合成においてフェニルセレノ基の導入のために用いられる。フェノールの酸素がセレンに置き換わった構造から、セレノフェノール (selenophenol) とも呼ばれる。
強い悪臭を持つ無色透明の液体で、保管中次第に黄色みを帯びる。水にはほとんど溶けず、多くの有機溶媒に溶ける。
他の有機セレン化合物同様に強い毒性を持つため取り扱いには注意が必要。

## 合成
ベンゼンセレノールはグリニャール試薬を単体セレンで捕捉して得られる。
チオフェノールと同様に、ベンゼンセレノールは空気により容易に酸化を受け下式のようにジフェニルジセレニドを与える。
4 PhSeH  +  O2  →  2 PhSeSePh  +  2 H2O
保管してあるベンゼンセレノールが黄色を示すのは、このジセレニドを含むためである。ジセレニドは還元とプロトン化によりセレノールに戻すことができる。
ベンゼンセレノールはチオフェノールよりも7倍強い酸性を示す。どちらも塩基性の水溶液に溶ける。
有機合成において、フェニルセレニドアニオン (PhSe-) を発生させるための前駆体とされる。フェニルセレニドアニオンはフェニルセレノ基を導入するための求核剤となる。

## 歴史
ベンゼンセレノールは、塩化アルミニウム (AlCl3) 存在下にベンゼンと四塩化セレン (SeCl4) との反応により最初に合成された。